# Amberana perinetana
Amberana perinetana är en insektsart som beskrevs av Synave 1957. Amberana perinetana ingår i släktet Amberana och familjen spottstritar.
Artens utbredningsområde är Madagaskar. Inga underarter finns listade i Catalogue of Life.